# Olenecamptus similis
Olenecamptus similis är en skalbaggsart som beskrevs av Dillon 1948. Olenecamptus similis ingår i släktet Olenecamptus och familjen långhorningar.
Artens utbredningsområde är Kenya. Inga underarter finns listade i Catalogue of Life.